# Buffonellaria
Buffonellaria is een mosdiertjesgeslacht uit de familie van de Celleporidae en de orde Cheilostomatida. De wetenschappelijke naam ervan is in 1927 voor het eerst geldig gepubliceerd door  Ferdinand Canu en Ray Smith Bassler.

## Soorten
- Buffonellaria acorensis Berning & Kuklinski, 2008
- Buffonellaria acutirostris Seo & Gong, 2006
- Buffonellaria antoniettae Berning & Kuklinski, 2008
- Buffonellaria arctica Berning & Kuklinski, 2008
- Buffonellaria biavicularis (Powell, 1967)
- Buffonellaria bolini (Osburn, 1952)
- Buffonellaria christinelloides Gordon, 1984
- Buffonellaria cornuta Guha & Gopikrishna, 2007  †
- Buffonellaria depressa (Philipps, 1900)
- Buffonellaria divergens (Smitt, 1873)
- Buffonellaria ensifera Winston & Woollacott, 2009
- Buffonellaria erecta Gordon & d'Hondt, 1997
- Buffonellaria frigida (Waters, 1904)

- Buffonellaria harmelini Berning & Kuklinski, 2008
- Buffonellaria indistincta (Canu & Bassler, 1929)
- Buffonellaria jensi Berning & Kuklinski, 2008
- Buffonellaria muriella Berning & Kuklinski, 2008
- Buffonellaria nebulosa (Jullien & Calvet, 1903)
- Buffonellaria porcellana Aristegui, 1988
- Buffonellaria regenerata (Powell, 1967)
- Buffonellaria reticulata Canu & Bassler, 1928
- Buffonellaria ritae Berning & Kuklinski, 2008
- Buffonellaria turbula Gordon, 1989
- Buffonellaria variavicularis Winston, Vieira & Woollacott, 2014
- Buffonellaria vitrea (Osburn, 1952)

Niet geaccepteerde soorten:
- Buffonellaria biaperta (Michelin, 1841-42) → Schizoporella biaperta (Michelin, 1848)  †
- Buffonellaria loculifera Canu & Bassler, 1929 → Buffonellaria depressa (Philipps, 1900)